# Jurisdição Maçónica Regular
Na Maçonaria, a regularidade é um dos critérios pelos quais as Grandes Lojas individuais decidem se devem reconhecer umas às outras, permitindo a interação formal ao nível da Grande Loja e a visitação de membros de diferentes jurisdições. Cada Grande Loja define quais outras Grandes Lojas considera Regulares, sendo que os padrões para essa determinação não são uniformes entre elas.

## Portugal
Em Portugal, a Grande Loja chama-se Grande Loja Legal de Portugal (GLLP/GLRP).
A Grande Loja Legal de Portugal é uma obediência maçónica portuguesa regular. A GLLP e a Grande Loja Regular de Portugal disputaram a liderança da Maçonaria Regular Portuguesa até à sua reconciliação em 2011. A segunda foi oficialmente reconhecida pela Grande Loja Unida de Inglaterra (UGLE).